# إبراهيم بالحارث
إبراهيم حسن محمد بالحارث النجراني مواليد 23 أغسطس 1998 في ، السعودية، هو لاعب كرة قدم سعودي يلعب في خط الهجوم.

## مسيرة اللاعب
مثل سابقاً في نادي رأس تنورة ونادي الشباب ونادي الفتح في الفئات السنية و بعدها لعب مع نادي نجران ونادي الثقبة ونادي الدرعية ونادي الصفا ونادي النهضة ونادي الساحل ونادي عرعر ونادي النور ونادي النجوم.